# Reyner von Calven

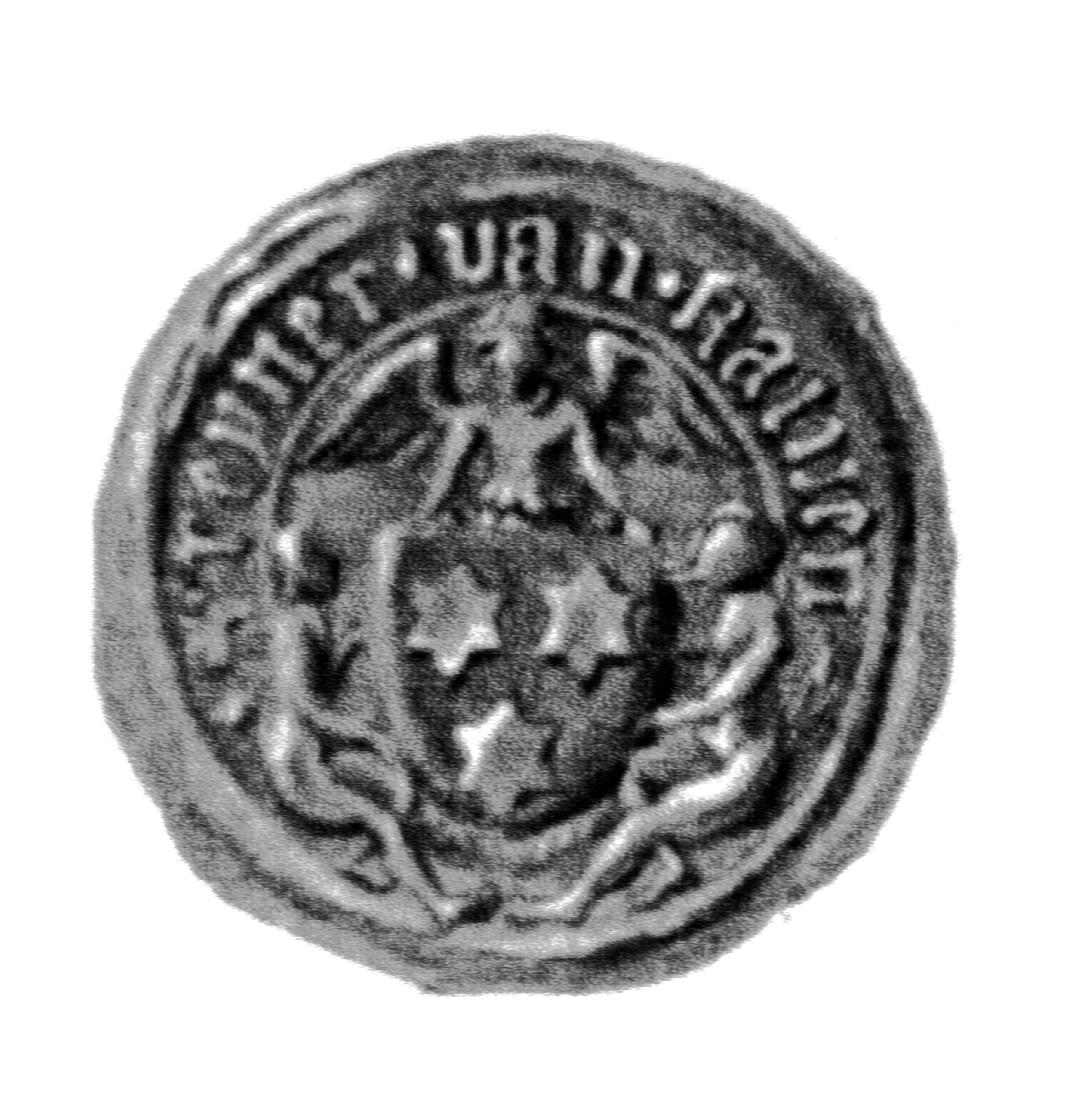
Siegel des Reyner von Calven um 1408

Reyner von Calven (* um 1350 in Stendal; † 14. September 1421 in Lübeck) war ein Ratsherr der Hansestadt Lübeck.

## Leben
Reyner von Calven entstammte einer Familie von Gewandschneidern in Stendal. Gemeinsam mit seinem Bruder Merse, später Bürgermeister von Stendal, nahm er an den Kämpfen an der Deetzer Landwehr 1372 gegen die Harzgrafen teil. Um 1386 ließ er sich als Kaufmann in Lübeck nieder, wurde Bürger der Stadt und heiratete 1388 Margarethe, die Tochter des Lübecker Ratsherrn Johann Schepenstede. Nach dem Tod seines Schwiegervaters gelangte Calven über das Erbe seiner Frau an das Gut Groß Schenkenberg und einen halben Miteigentumsanteil am Dorf Stockelsdorf. Er wurde Mitglied der Zirkelgesellschaft und 1393 wurde er in den Rat der Stadt Lübeck gewählt. Er war 1396 Befehlshaber über die Truppen der Stadt Lübeck im Satekrieg mit den Herzögen Bernhard I. und seinem Bruder Heinrich I. von Braunschweig-Lüneburg. Der Kriegszug führte über Bergedorf nach Vereinigung mit den dort dazugekommenen Hamburgern über die Elbe und Lübeck besetzte das Gebiet um Uelzen. Im Ergebnis kam es zu einem Einlenken der Herzöge und einem für Lübeck günstigen Friedensschluss. 1401 war er in Lüneburg als Schiedsrichter zwischen den Salzbegüterten und dem Rat tätig, 1405 war er als Schiedsrichter zwischen dem Lübecker Bischof und dem Lübecker Domkapitel gefragt. 1406 reiste er in diplomatischer Mission als Gesandter der Hansestädte nach Amsterdam. In Lübeck brachen 1408, wie in anderen Städten auch, bürgerliche Unruhen aus, die zur Absetzung des Alten Rates durch einen Neuen Rat führte. Reyner von Calven nahm die Interessen des Alten Rates beim Hofe des Königs in Heidelberg und beim dortigen Reichshofgericht wahr. 1416 wurde durch den König die alte Ordnung wiederhergestellt und die 1408 vom Neuen Rat abgesetzten, noch lebenden Ratsmitglieder wieder eingesetzt. In den folgenden Jahren kümmerte Calven sich um die politischen Außenbeziehungen der Stadt. Er besuchte 1416 den Königlich Dänischen Hof, suchte König Sigismund zu Verhandlungen in Konstanz auf. Auch vertrat er Lübeck in den Jahren 1416/17 auf den Hansetagen. In Testamenten Lübecker Bürger wird er mehrfach als Urkundszeuge und als Vormund aufgeführt.
Er wurde in der Katharinenkirche in Lübeck begraben. Seine mehrfach wiederbenutzte Grabplatte ist erhalten; sie liegt zwischen dem zweiten und dritten nördlichen Mittelschiffspfeiler. Sein Sohn Wilhelm von Calven wurde ebenfalls Lübecker Ratsherr und Bürgermeister.